# Пари (фильм, 2008)
«Пари» — российский драматический триллер 2008 года режиссёра Натальи Петровой. Сюжет основан на одноимённом рассказе Антона Павловича Чехова. Главные роли исполнили Виктор Вержбицкий и Владимир Жеребцов. Премьера в России состоялась 30 октября 2008 года.

## Сюжет
Олигарх Виктор Петрович и обычный менеджер Максим Солнцев случайно спорят о том, что предпочтительнее — смертная казнь или пожизненное заключение. Их спор приводит к неожиданным последствиям — Максим переселяется в старый флигель рядом с домом олигарха на 15 лет, при этом ему запрещено покидать помещение и общаться с внешним миром. В обмен на выполнение этих условий он может получить 15 миллионов долларов.

## В ролях
- Виктор Вержбицкий — Виктор Петрович
- Владимир Жеребцов — Максим Солнцев
- Анатолий Белый — Игорь
- Марина Могилевская — Ольга
- Сергей Чонишвили — Серый (голос — Александр Тютин)
- Олеся Железняк — Катя
- Евгения Лоза — Маша
- Дарья Повереннова — мать Маши
- Валерий Магдьяш — нотариус
- Роман Вильдан — садовник
- Максим Афанасьев — конкурент
- Ноэль Андерсон — конкурент
- Павел Трубинер — конкурент
- Валентин Николашин — коллега
- Юрий Катаев — коллега
- Виталий Альшанский — следователь
- Алексей Паламарчук — оперативник
- Вадим Померанцев — доктор
- Михаил Рукавишников — отец Маши

## Отзывы
Фильм получил преимущественно негативные отзывы кинокритиков. На сайте Megacritic у фильма 4,4 балла из 10 на основе 5 рецензий.